# 마르셀리노 마르티네스
마르셀리노 마르티네스 카오(스페인어: Marcelino Martínez Cao maɾθeˈlino maɾˈtineθ[*], 1940년 4월 29일, 갈리시아 지방 아레스 ~)는 줄여서 마르셀리노(스페인어: Marcelino)로 알려진 스페인의 전 축구 선수로, 현역 시절 스트라이커로 활동하였다.

## 클럽 경력
마르셀리노는 갈리시아 지방 아 코루냐 도 아레스 출신이다. 1959년, 그는 인근 라싱 페롤에서 사라고사로 이적하여 11년 후 은퇴하기 전까지 사라고사 선수로 활약하였다.
아라곤 지방 연고 근단 일원으로 활약할 때, 소속 구단은 항상 라 리가에 소속되어 있었고, 마르셀리노는 117번의 공식 경기 득점으로 코파 델 레이 2회 우승을 포함해 3번의 주요 대회 우승에 공헌하였다. 그는 카나리우, 카를로스 라페트라, 엘레우테리오 산토스, 그리고 후안 마누엘 비야와 함께 환상 편대(Los Magníficos)로 수식되는 공격진의 일원이기도 했다.

## 국가대표팀 경력
마르셀리노는 스페인 국가대표팀 경기에 14번 출전하였는데, 1964년 유러피언 네이션스컵과 1966년 FIFA 월드컵에 참가하였다. 소련을 상대로 한 전자의 대회 결승전에서 그는 경기의 승부처가 된 2-1 결승골을 머리로 집어넣었다.

### 국가대표팀 득점 기록
아래의 점수에서 왼쪽의 점수가 스페인의 점수이다.
| #  | 날짜             | 경기장                              | 상대     | 점수 | 최종결과 | 대회                              |
| -- | ---------------- | ----------------------------------- | -------- | ---- | -------- | --------------------------------- |
| 1. | 1961년 11월 23일 | 스페인 마드리드 산티아고 베르나베우 | 모로코   | 1–0  | 3–2      | 1962년 FIFA 월드컵 예선전         |
| 2. | 1964년 3월 11일  | 스페인 세비야 산체스 피스후안       | 아일랜드 | 4–1  | 5–1      | 1964년 유러피언 네이션스컵 예선전 |
| 3. | 1964년 3월 11일  | 스페인 세비야 산체스 피스후안       | 아일랜드 | 5–1  | 5–1      | 1964년 유러피언 네이션스컵 예선전 |
| 4. | 1964년 6월 21일  | 스페인 마드리드 산티아고 베르나베우 | 소련     | 2–1  | 2–1      | 1964년 유러피언 네이션스컵        |

## 수상

### 클럽
사라고사
- 코파 델 헤네랄리시모: 1963–64,[5] 1965–66[6]
- 인터시티스 페어스컵: 1963–64[7]

### 국가대표팀
스페인
- UEFA 유럽 축구 선수권 대회: 1964[3]